# 1998년 FIFA 월드컵 예선 대륙간 플레이오프
1998년 FIFA 월드컵 예선 대륙간 플레이오프는 각 대륙 예선전에서 대륙간 플레이오프에 진출한 2개의 국가 중 월드컵 본선에 진출할 1개 국가 대표팀을 가리는 대회이다. 아시아 지역 예선 플레이오프 패자, 오세아니아 지역 최종 예선 승자가 참가하며 홈 앤 어웨이 방식으로 진행된다. 대륙간 플레이오프의 승자는 1998년 FIFA 월드컵 본선에 진출한다.

## 참가국
다음 2개의 국가대표팀이 참가한다.
- 이란 (아시아 플레이오프 패자)
- 오스트레일리아 (오세아니아 최종 예선 승자)

## 경기 결과
| 팀 1 | 합계      | 팀 2           | 1차전 | 2차전 |
| ---- | --------- | -------------- | ----- | ----- |
| 이란 | 3 - 3 (a) | 오스트레일리아 | 1 - 1 | 2 - 2 |

### AFC vs OFC 대륙간 플레이오프
| 이란       | 1 – 1 | 오스트레일리아 |
| ---------- | ----- | -------------- |
| 아지지 39′ |       | 큐얼 19′       |

| 오스트레일리아        | 2 – 2 | 이란                    |
| --------------------- | ----- | ----------------------- |
| 큐얼 32′ · 비드마 48′ |       | 바게리 76′ · 아지지 80′ |

 이란이 합계 3 - 3으로 원정 다득점 원칙에 의해 본선 진출.